# Orville, Loiret

Orville este o comună în departamentul Indre, Franța. În 1 ianuarie 2022 avea o populație de 129 de locuitori.